# Algemesí
Algemesí ist eine Gemeinde in der spanischen Provinz Valencia. Die Stadt Algemesí ist eines der wichtigsten Zentren für die Produktion von Zitrusfrüchten in Spanien, und mehrere Genossenschaften sind dort ansässig. Dies ist auf das milde Klima und die gute Bewässerung zurückzuführen, die vom Fluss Xuquer kommt, der durch die Stadt fließt.

## Geografie
Das Gemeindegebiet von Algemesí grenzt an die folgenden Gemeinden: Alginet, Guadassuar, Alzira, Polinyà de Xúquer, Albalat de la Ribera und Sollana, die alle in der Provinz Valencia liegen.

## Demografie
| 1842  | 1877  | 1887  | 1900  | 1910   | 1920   | 1930   | 1940   | 1950   | 1960   | 1970   | 1981   | 1991   | 2001   |
| ----- | ----- | ----- | ----- | ------ | ------ | ------ | ------ | ------ | ------ | ------ | ------ | ------ | ------ |
| 4.492 | 7.846 | 7.462 | 7.995 | 10.446 | 11.711 | 14.521 | 17.453 | 17.789 | 19.385 | 22.377 | 25.514 | 25.375 | 24.563 |

| 1990   | 1992   | 1994   | 1996   | 1998   | 2000   | 2002   | 2004   | 2006   | 2008   | 2010   | 2012   | 2015   | 2016   |
| ------ | ------ | ------ | ------ | ------ | ------ | ------ | ------ | ------ | ------ | ------ | ------ | ------ | ------ |
| 25.240 | 25.525 | 25.838 | 25.029 | 24.894 | 25.028 | 25.259 | 26.192 | 27.326 | 27.770 | 28.329 | 28.358 | 27.633 | 27.607 |

## Kultur
La Mare de Déu de la Salut wird in Algemesí vom 29. August bis 8. September gefeiert. Das Fest zu Ehren der Schutzpatronin von Algemesí, La Mare de Déu de la Salut („Gottesmutter der Gesundheit“), geht auf das Jahr 1247 zurück und wurde am 28. November 2011 von der UNESCO als Immaterielles Kulturerbe anerkannt. Zum Fest gehört die Aufführung der Muixeranga, nachweislich spätestens seit dem ersten Drittel des 18. Jahrhunderts.

## Söhne und Töchter der Gemeinde
- Bernardo Adam Ferrero (1942–2022), Komponist
- Salvador Esquer (* 1969), Handballspieler
- Josep Folqués Ortiz (* 1996), Handballspieler
- Jaume Masiá (* 2000), Motorradrennfahrer